# Самагалтай
Самагалта́й — село, административный центр Тес-Хемского кожууна Республики Тыва. Прежняя столица Тывы.

## География
Село расположено на федеральной трассе M54 в 164 км к югу от столицы республики — города Кызыл.
В Тыве несколько гор называются Теве-Хая («Верблюд-скала»), но только возвышенность близ Самагалтая по форме напоминает верблюда.

## История
образован в 1773 году. В XVIII веке Самагалтай был местным духовным центром и здесь располагалась резиденция Камбы-ламы. В Самагалтае с древних времен развивался институт амбын-нойонов (управителей). Высшая должность Амбын-нойона более двух веков назад объединила разрозненные районы Тувы. Поэтому роль Амбын-нойонов в становлении тувинской государственности и единении России и Тувы считается особенной.
До 1921 года село было столицей Тывы.

## Население
| 1959  | 1970  | 1979  | 1989  | 2002  | 2010  | 2011  |
| ----- | ----- | ----- | ----- | ----- | ----- | ----- |
| 1542  | ↗2078 | ↗2712 | ↗3648 | ↘3507 | ↘3233 | ↘3225 |
| 2012  | 2013  | 2014  | 2015  | 2016  | 2017  | 2018  |
| ↘3207 | ↗3218 | ↗3244 | ↗3286 | ↘3243 | ↗3267 | ↗3299 |
| 2019  | 2020  | 2021  |       |       |       |       |
| ↗3347 | ↗3403 | ↗3692 |       |       |       |       |

## Известные уроженцы, жители
- Куулар, Аяс Эрес-оолович (род. 1979) — российский артист горлового пения (хоомейжи).

## Сотовая связь
В Самагалтае действуют 3 оператора сотовой связи — Билайн, МТС и Мегафон.